# Ötvöskónyi
Ötvöskónyi é um município da Hungria, situado no condado de Somogy. Tem 27,71 km² de área e sua população em 2019 foi estimada em 904 habitantes.